# Стэнн, Брайан
Брайан Майкл Стэнн (англ. Brian Michael Stann; род. 24 сентября 1980, Токио, Япония) — американский морской пехотинец и боец смешанных единоборств, выступающий в среднем весе UFC. Бывший чемпион WEC в полутяжёлом весе. Кавалер ордена «Серебряная звезда» за мужество и героизм, проявленные во время боевой операции в Ираке.

## Личная жизнь
Брайан и его жена Тересса имеют дочь по имени Александра. В настоящее время проживают в Джонс Крик (англ. Johns Creek). Вторая дочь пары — ДеАнна — родилась 30 ноября 2009 года.
Осенью 2010-го Стэнн опубликовал свою биографию под названием «Бойцовское сердце».

## Достижения

### Смешанные единоборства
- World Extreme Cagefighting
  - Чемпион WEC в полутяжёлом весе (один раз)
- Ultimate Fighting Championship
  - «Лучший бой вечера» (дважды)

### Военные награды
- Орден «Серебряная звезда»

## Статистика боёв в ММА
| Результат | Рекорд | Соперник           | Способ                                          | Турнир                                 | Дата             | Раунд | Время | Место              | Примечание |
| --------- | ------ | ------------------ | ----------------------------------------------- | -------------------------------------- | ---------------- | ----- | ----- | ------------------ | ---------- |
| Поражение | 12-6   | Вандерлей Силва    | Нокаутом (удары)                                | UFC on Fuel TV 8: Сильва - Стэнн       | 3 марта 2013     | 2     | 4:08  | Сайтама, Япония    |            |
| Поражение | 12-5   | Майкл Биспинг      | Решением (единогласным)                         | UFC 152: Джонс - Белфорт               | 22 сентября 2012 | 3     | 5:00  | Торонто, Канада    |            |
| Победа    | 12-4   | Алессио Сакара     | Нокаутом (удары)                                | UFC on Fuel TV 2: Густафссон - Сильва  | 14 апреля 2012   | 1     | 2:26  | Стокгольм, Швеция  |            |
| Поражение | 11-4   | Чейл Соннен        | Сабмишном (удушение ручным треугольником)       | UFC 136: Эдгар - Мэйнард 3             | 8 октября 2011   | 2     | 3:51  | Хьюстон, США       |            |
| Победа    | 11-3   | Жоржи Сантиагу     | Техническим нокаутом (удары)                    | UFC 130: Рампейдж - Хэмилл             | 28 мая 2011      | 2     | 4:29  | Лас-Вегас, США     |            |
| Победа    | 10-3   | Крис Лебен         | Техническим нокаутом (удар коленом и добивание) | UFC 125 - Resolution                   | 1 января 2011    | 1     | 3:37  | Лас-Вегас, США     |            |
| Победа    | 9-3    | Майк Мэссенцио     | Сабмишном (удушение треугольником)              | UFC Live 2: Джонс - Матюшенко          | 1 августа 2010   | 3     | 3:10  | Сан-Диего, США     |            |
| Поражение | 8-3    | Фил Дэвис          | Решением (единогласным)                         | UFC 109 - Relentless                   | 6 февраля 2010   | 3     | 5:00  | Лас-Вегас, США     |            |
| Победа    | 8-2    | Родни Уоллес       | Решением (единогласным)                         | UFC - The Ultimate Fighter 10 Finale   | 5 декабря 2009   | 3     | 5:00  | Лас-Вегас, США     |            |
| Победа    | 7-2    | Стив Кэнтвелл      | Решением (единогласным)                         | UFC - Fight Night 19                   | 16 сентября 2009 | 3     | 5:00  | Оклахома-Сити, США |            |
| Поражение | 6-2    | Кшиштоф Сошински   | Сабмишном (кимура)                              | UFC 97 - Redemption                    | 18 апреля 2009   | 1     | 3:53  | Монреаль, Канада   |            |
| Поражение | 6-1    | Стив Кэнтвелл      | Техническим нокаутом (удары)                    | WEC 35 - World Extreme Cagefighting 35 | 3 августа 2008   | 2     | 4:01  | Лас-Вегас, США     |            |
| Победа    | 6-0    | Даг Маршалл        | Нокаутом (удары)                                | WEC 33 - Back To Vegas                 | 26 марта 2008    | 1     | 1:35  | Лас-Вегас, США     |            |
| Победа    | 5-0    | Иеремия Биллингтон | Техническим нокаутом (удары)                    | WEC 30: Лас-Вегас                      | 5 сентября 2007  | 1     | 3:07  | Лас-Вегас, США     |            |
| Победа    | 4-0    | Крэйг Зеллнер      | Техническим нокаутом (удары)                    | WEC 28 - WrekCage                      | 3 июня 2007      | 1     | 4:57  | Лас-Вегас, США     |            |
| Победа    | 3-0    | Стив Кэнтвелл      | Техническим нокаутом (удары)                    | WEC 26: Лас-Вегас                      | 24 марта 2007    | 1     | 0:41  | Лас-Вегас, США     |            |
| Победа    | 2-0    | Мигель Косио       | Техническим нокаутом (удары)                    | WEC 21 - Tapout                        | 15 июня 2006     | 1     | 0:16  | Калифорния, США    |            |
| Победа    | 1-0    | Аарон Старк        | Техническим нокаутом (удары)                    | SF 14 - Resolution                     | 6 января 2006    | 1     | 3:14  | Портленд, США      |            |